# El Poble-sec

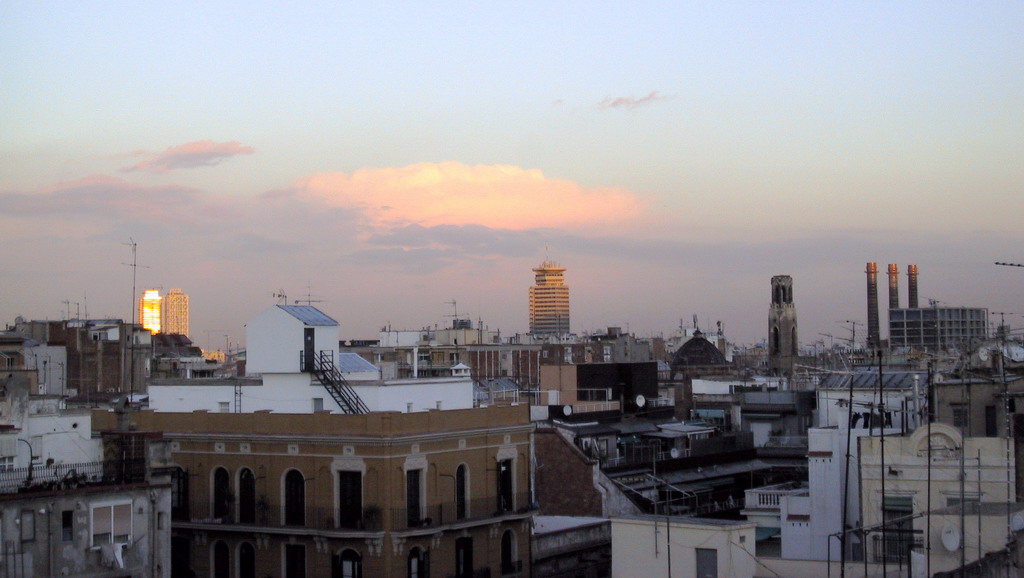
El Poble-sec

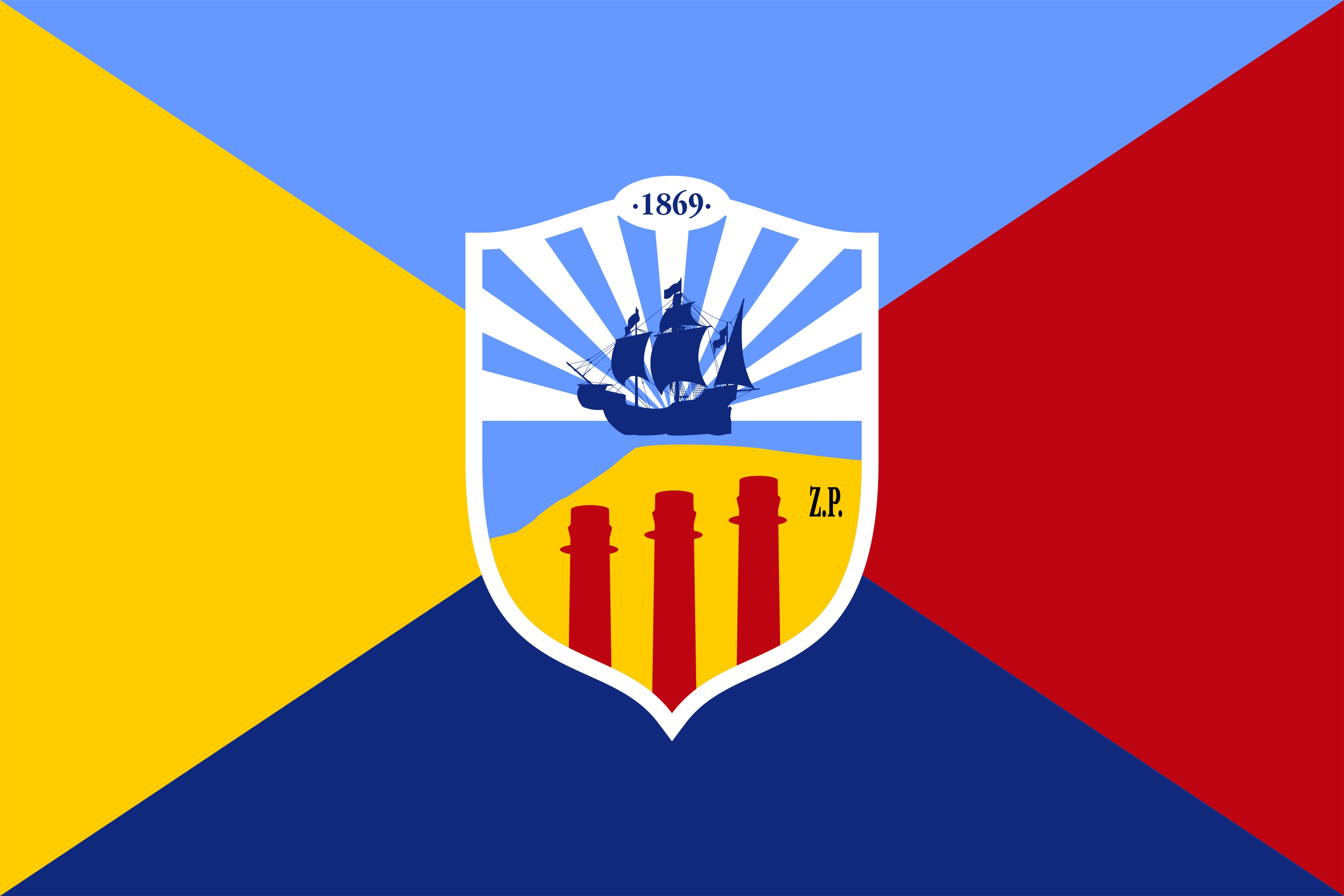
Vlag van Poble-sec - Auteur: Jordi Lladó

El Poble-sec is een wijk (barri) van het Barcelonese district Sants-Montjuïc. De wijk met een oppervlakte van 70 hectare is gelegen tussen l'avinguda del Paral·lel, El carrer de Lleida, l'avinguda de Josep Carner en de uitlopers van de Montjuïc en vormt een verbinding tussen deze berg en de Eixample. De bouw vond grotendeels plaats in de tweede helft van de 19e eeuw, vooral op speculatieve wijze.
De volkswijk werd als eerste uitbreiding van de stad aangelegd -in feite nog voor het plan Cerdà- na het slechten van de stadswallen in 1854. Het terrein waarop de wijk is gelegen, was niet opgenomen in het plan Cerdà, waarmee pas in 1859 een begin werd gemaakt door de weerstand die tegen de plannen van de 'Madrileño', en in 1858 werd daarom door speculanten begonnen met de bouw van kleine arbeiderswoningen, niet gehinderd door enige bouwvoorschriften of regelgeving. Uiteindelijk ontstonden de buurten França Xica, Santa Madrona en Hortes de Sant Bertran, die nog steeds de drie onderdelen vormen van de wijk.
De wijk wordt doorsneden door de Carrer de Blasco de Garray en de Carrer Nou de la Rambla en telt een aantal pleintjes, die veelal met geld van de Europese Unie zijn gerestaureerd in de jaren vanaf 1992 tot begin 21e eeuw. Aan de zijde van de Eixample bevinden zich de hoogwaardige functies en bevindt zich een winkel- en horecagebied. Aan de zijde van de Montjuïc bevinden zich parkgebieden en is de bebouwing veelal gericht op wonen.
De voetbalclub uit de wijk heet UE Poble Sec. Het metrostation heet Poble Sec.